# Nowogrodzka
Nowogrodzka – warszawska jurydyka utworzona w 1767 roku. Współcześnie obszar, który zajmowała, znajduje się w dzielnicach Ochota i Śródmieście.

## Opis
Jurydyka powstała na tzw. Szerokiej Włóce, znajdującej się na terenie Kałęczyna, na gruncie darowanym w 1473 roku przez księcia Bolesława V kościołowi św. Ducha. Od 1678 roku nieruchomość ta była własnością księży misjonarzy z bazyliki Świętego Krzyża.
W 1767 roku część Szerokiej Włóki, znajdująca się pomiędzy obecnymi ulicami Bracką i Marszałkowską, została rozparcelowana i utworzono tam jurydykę. Została ona zabudowana drewnianymi domami. W dokumentach brak jest informacji na temat pierwotnej nazwy jurydyki, Nowy Gród, ale musiała ona istnieć, bo inaczej nie powstałaby jej forma przymiotnikowa Nowogrodzka. Od tej nazwy jurydyki pochodzi nadana w 1770 roku nazwa ulicy Nowogrodzkiej.
Tak jak pozostałe warszawskie jurydyki, Nowogrodzka została zniesiona w 1791 roku przez ustawę – Prawo o miastach, która zaczęła obowiązywać od 1794 roku.